# Bisis jezik
Bisis jezik (ISO 639-3: bnw; yambiyambi), papuanski jezik iz Papue Nove Gvineje, kojim govori oko 450 ljudi (2000 popis) u provinciji East Sepik, između domnjeg toka rijeke Salumei i jezera Chambri; tri sela.
Bisis se klasificira sepičkoj porodici i uz još šest drugih jezika podskupini bahinemo.

## Vanjske poveznice
- Ethnologue (14th)
- Ethnologue (15th)